# Staré Hobzí
Staré Hobzí (en allemand : Alt Hart) est une commune du district de Jindřichův Hradec, dans la région de Bohême-du-Sud, en République tchèque. Sa population s'élevait à 532 habitants en 2020.

## Géographie
Staré Hobzí se trouve à 8 km au sud de Dačice, à 36 km à l'est-sud-est de Jindrichuv Hradec, à 72 km à l'est de České Budějovice et à 140 km au sud-est de Prague.
La commune est limitée par Dačice au nord, par Budíškovice, Báňovice et Jemnice à l'est, par Dešná et Písečné au sud, et par Cizkrajov à l'ouest.

## Histoire
La première mention écrite du village date de 1190.